# Betty Ong

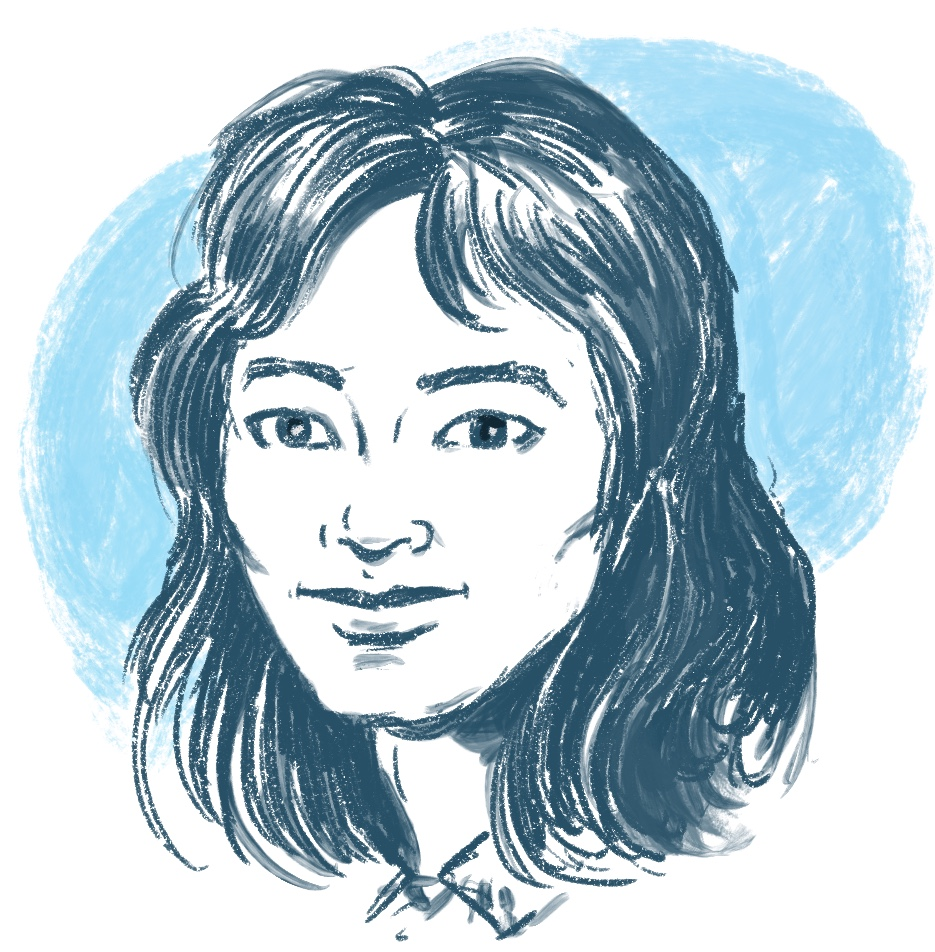
Betty Ann ONG

Betty Ann Ong (chinês tradicional: 鄧月薇; chinês simplificado: 邓月薇; pīnyīn: Dèng Yuèwei; San Francisco, 5 de fevereiro de 1956 — Nova Iorque, 11 de setembro de 2001) foi uma aeromoça que estava a bordo do American Airlines Flight 11, quando este foi desviado, e atingiu a Torre Norte do World Trade Center em Nova Iorque, como parte dos ataques de 11 de setembro.

## Biografia
Betty nasceu em 5 de fevereiro de 1956, em San Francisco.
Na época de sua morte, Betty morava em Andover, Massachusetts. Em 11 de Setembro de 2001, decidiu ser aeromoça do Voo 11, pois assim ela poderia voltar para Los Angeles, e ficar de férias no Hawaii com sua irmã. Durante o sequestro do avião, ela usou um cartão telefônico para ligar para a central de operações do American Airlines na parte detrás do avião, onde se identificou e alertou o supervisor que o avião havia sido sequestrado. Ao lado de sua colega, Madeline Amy Sweeney, Betty informou um total de três sequestradores. Durante a ligação, ela relatou que nenhum dos tripulantes conseguia acessar a cabine de pilotagem - ou abrir a
porta -, e que um passageiro (Daniel M. Lewin) e outros dois atendentes de voo (dos quais ela não citou o nome), foram esfaqueados; além destes fatos, ela disse que, supostamente, alguém teria utilizado alguma bomba de gás na cabine da classe executiva.

## Legado
Em 21 de setembro de 2001, dez dias após o atentado, cerca de 200 membros da comunidade sino-americana de San Francisco se reuniram um pequeno parque para prestar tributo a Ong. O então prefeito de São Francisco, Willie Brown, que estava presente, deu uma proclamação honrando aqueles que morreram na tragédia, e nomeou 21 de Setembro de "Betty Ong Day" ("O dia de Betty Ong").
Em 2002, os primeiras pessoas premiadas com o prêmio "Madeline Amy Sweeney Award" de bravura civil, foram Amy Sweeney e Betty Ong.
Em 2011, um centro comunitário situado no bairro chinês de São Francisco do qual ela fez parte quando criança, foi renomeado em tributo a Betty para Betty Ann Ong Chinese Recreation Center.
O nome de Betty Ong está incluso no Memorial & Museu Nacional do 11 de Setembro, aberto em 11 de Setembro de 2011.
O nome de Betty também está cravado na Gold Mountain, um mural dedicado aos chineses que contribuíram para a história americana em Romolo Place, North Beach, uma rua da qual ela consumava a brincar e andar de skate quando criança.
A Betty Ann Ong Foundation é uma instituição de caridade pública sem fins lucrativos, que "serve para educar crianças para os benefícios positivos das atividades físicas ao longo da vida, orientar a hábitos alimentares saudáveis, e proporcionar oportunidades para que as crianças experimentem o ar livre, para que eles possam crescer saudáveis, fortes e produtivos."
Betty Ong foi interpretada por Jean Yoon em uma minissérie americana, The Path to 9/11.
Um boa parte da ligação que Betty fez, foi utilizada no começo do filme de 2012, Zero Dark Thirty. O áudio foi utilizado sem alusão, e sem o consentimento da família Ong. Os responsáveis pelo filme, solicitaram então que a Warner Brothers, a distribuidora americana do filme, fizesse uma doação em nome dela, que os créditos a Ong fossem direcionados na tela, e deixar avisado de que a família Ong não endossa a tortura (já que o filme descreve formas de caçar Osama bin Laden) em seu website em versões em mídia do filme, bem como fazer a alusão desses fatos no 85th Academy Awards.

## Ligação
O que segue é uma transcrição (traduzida) de 8 minutos e 26 segundos entre Betty Ong, a operadora do American Airlines, Nydia Gonzalez (a especialista em operações durante o 11 de Setembro), e a linha de emergência do American Airlines. O áudio começa com Ong já falando, e sua voz é audível apenas durante os quatro minutos de ligação.
Betty Ong: [Eu sou a] número três na traseira. A cabine do piloto não está respondendo.
Alguém esfaqueou a classe executiva — eu acho que há um spray de pimenta — que nos dificulta respirar. Não sei, eu acho que estamos sendo sequestrados.
Voz masculina: Em que voo você está?
Betty Ong: Voo 12. [Nota: Isto está errado. O número do voo de Betty é o Vôo 11]
Operador: E em que lugar você está? Senhora, você está aí?
Betty Ong: Sim.
Voz masculina: Em que lugar você está?
Voz feminina: Senhora, em que lugar você está?
Betty Ong: Nós estamos em — saímos de Boston, nós estamos no ar.
Voz feminina: Eu sei, qual—
Betty Ong: Iríamos para Las Vegas, e a cabine não está respondendo o telefone
Voz feminina: Okay, mas em qual assento você está? Qual é o número de seu assento?
Betty Ong: Okay, agora estou no meu jumpseat [assento].
Voz feminina: Okay.
Betty Ong: No 3R.
Voz feminina: Okay.
Voz masculina: Okay, você é uma aeromoça? Desculpe-me, você dissera que é a atendente?
Betty Ong: Alô?
Voz feminina: Sim, olá.
Voz masculina: Qual é o seu nome?
Betty Ong: Oi, você terá que falar mais alto, eu não consigo ouvir você.
Voz masculina: Claro. Qual é o seu nome?
Betty Ong: Okay, meu nome é Betty Ong, sou a número três no voo 11.
Voz masculina: Okay.
Betty Ong: E a cabine do piloto não está atendendo ao telefone, e alguém foi esfaqueado na classe executiva, e há—nós não conseguimos respirar na classe executiva. Alguém está com um spray ou coisa do tipo.
Voz masculina: Você poderia descrever a pessoa que citou—alguém está que está na classe executiva?
Betty Ong: Eu estou sentada na traseira. Alguém está vindo da classe executiva. Se você puder esperar um segundo, eles estão voltando.
Betty Ong: Okay. Nosso número um foi esfaqueado. Nosso comissário de bordo foi esfaqueado. Ninguém sabe quem esfaqueou quem, e nós não podemos ir para a classe executiva pois ninguém está conseguindo respirar. Nosso número 1 foi esfaqueado agora mesmo. E quem mais foi?
Voz masculina: Okay, e nós—
Betty Ong: E o nosso número 5 — passageiro da primeira classe — [que é] o messe e nosso comissário de bordo, foram esfaqueados. E nós não conseguimos acessar a cabine, a porta não abre. Alô?
Voz masculina: Sim, eu estou entendendo. Toda a informação. Nós também estamos, com você sabe, é claro, gravando isso. Agora mesmo—
Nydia Gonzalez: Aqui é das Operações. Qual o número de voo do qual estamos falando?
Voz masculina: Voo 12.
Female Voice: Voo 12? Okay. Estou entendendo.
Betty Ong: Não. Nós estamos no voo 11. Este é o voo 11.
Voz masculina: É o voo 11. Desculpe, Nydia.
Betty Ong: Boston para Los Angeles.
Voz masculina: Sim.
Betty Ong: Nosso número 1 foi esfaqueado, e o nosso 5 foi esfaqueado. Alguém pode ir para a cabine? Alguém pode ir para a cabine? Okay. Nós nem ao menos conseguimos acessar a cabine. Nós não sabemos quem está lá.
Male Voice: Bom, se eles forem espertos, eles irão manter a porta fechada e—
Betty Ong: Perdão?
Voz masculina: Eles não permitirão a cabine do piloto de ficar estéril?
Betty Ong: Eu acho que essas pessoas estão lá. Eles poderiam ter feito lá—presos lá pra cima, ou algo. Ninguém consegue contatar a cabine. Nós nem ao menos conseguimos ter acesso. Alguém ainda está aí?
Voz masculina: Sim, nós continuamos aqui.
Female Voice: Okay.
Betty Ong: Eu também continuarei na linha.
Voz masculina: Okay.
Nydia Gonzalez: Oi, quem está ligando as reservas ? Esta é uma das atendentes de voo, ou o quê? Quem é você, querida?
Voz masculina: Ela disse que seu nome é Betty Ong.
Betty Ong: Isso, eu sou a número 3. A número três desse voo, e nós somos os primeiros—
Nydia Gonzalez: Você é a número três desse voo?
Betty Ong: Sim, e eu tenho—
Nydia Gonzalez: E este é o voo 11? De onde para onde?
Betty Ong: Voo 11.
Nydia Gonzalez: Vocês ligaram para outras pessoas?
Betty Ong: Não. Alguém está ligando para um médico e nós não temos um médico—
A partir daqui, uma porção da fita gravada pela comissão aérea parou. Então, a comissão ouviu a gravação de uma segunda ligação, a ligação de Nydia Gonzalez, que foi colocada na linha de emergência do American Airlines. Nydia Gonzalez continuava a falar com Betty Ong, no entanto. Nydia repassava as informações que Betty relatava para o operador de emergência.
Voz masculina: Linha de emergência do American Airlines, por favor, descreva sua emergência.
Nydia Gonzalez: Ei, quem fala é a Nydia de uma ligação do American Airlines. Eu estou monitorando uma ligação em que —uma aeromoça está nos informando aos nossos funcionários que o piloto, e todos foram esfaqueados
Voz masculina: Voo 11?
Nydia Gonzalez: Isto. Eles não podem acessar a cabine do piloto, isso que estou ouvindo.
Male Voice: Okay. Com quem eu estou falando?
Nydia Gonzalez: Desculpe-me. Quem fala é Nydia, do American Airlines no Raleigh Reservation Center. Eu sou a operadora em serviço.
Voz masculina: E perdoe-me, mas qual é o seu nome mesmo?
Nydia Gonzalez: Nydia.
Voz masculina: Nydia. E qual é seu último nome?
Nydia Gonzalez: Gonzalez— G-o-n-z-a-l-e-z.
Voz masculina: (Inaudível)—Raleigh Reservations. Okay, agora quando você—
Nydia Gonzalez: Eu estou com a aeromoça na linha com um de nossos agentes.
Voz masculina: Okay. E como ela está ligando?
Nydia Gonzalez: Pelas reservas. Eu posso voltar para a linha e fazer mais algumas perguntas para a aeromoça.
Voz masculina: Okay. Eu suponho que estamos declarando uma emergência. Deixe eu entrar em contato com o ATC [Air Traffic Control (Controle de Trafêgo Aéreo)]. Fique na linha.
Nydia Gonzalez: Vocês conseguiram contato com alguém? Okay, eu estou com o pessoal da segurança, ok, Betty? Você está fazendo um ótimo trabalho, apenas se acalme. Okay? Nós estamos, com certeza.
Voz masculina: Okey, estamos entrando em contato com a tripulação, e estamos também a entrar em contato com o ATC.
Nydia Gonzalez: Okay. Acredito que os passageiros podem não estar cientes disso.
Voz masculina: Estes dois passageiros são da primeira classe?
Nydia Gonzalez: Okay, espere aí. Ei, Betty, você sabe de alguma informação que os senhores —os homens que estão na cabine com os pilotos, se eles estão na primeira classe? Eles estão sentados no 2A and B.
Voz masculina: Okay.
Nydia Gonzalez: Eles estão na cabine com os pilotos.
Voz masculina: Quem está ajudando eles, há algum médico a bordo?
Nydia Gonzalez: Há algum médico a bordo, Betty, que está ajudando vocês? Você não tem nenhum médico a bordo. Okay. Então você está com todos os passageiros da primeira classe fora da primeira classe?
Voz masculina: Eles conseguiram tirar alguém da primeira classe?
Nydia Gonzalez: Isso, ela disse que eles estão. Estão em processo. O que está acontecendo, querida? Okay, a aeronave está voando estranho. Voando muito estranho. Ela disse que todos os tripulantes da primeira classe foram para trás, então a primeira classe está vazia. O que você conseguiu resolveu aí?
Voz masculina: Nós contatamos o Controle de Trafego Aéreo, eles vão confirmar isso como um sequestro, então eles irão mover todo o trafego do caminho da aeronave.
Nydia Gonzalez: Okay.
Voz masculina: Ele desligou seu transponder, então nós não temos uma verdadeira altitude dele. Vamos —parece que eles acreditam ter um radar primário. Eles parecem estar descendo.
Nydia Gonzalez: Okay.
Voz masculina: Okay, Nydia?
Nydia Gonzalez: Sim, querido, eu estou aqui.
Voz masculina: Okay, estou com um dispatcher obtendo a quantidade de gasolina a bordo.
Nydia Gonzalez: Uh, huh.
Voz masculina: E nós vamos executar alguns perfis.
Nydia Gonzalez: Okay.
Voz masculina: Para ver exatamente qual a sua resistência.
Nydia Gonzalez: Okay.
Voz masculina: Ela fez—
Nydia Gonzalez: Ela não tem ideia se outro passageiro está na primeira classe. Parece que eles estão espalhados ou algo assim — eles estão com dificuldades para respirar ou alcançar essa área
(O avião atinge o World Trade Center)
Nydia Gonzales: O que está acontecendo, Betty? Betty, fale comigo. Betty, você está aí? Betty? (Inaudível.)
Nydia Gonzales: Okay, então parece que—nós ficaremos em aberto. Nós—eu acho que nós perdemos ela.